# 거제상문고등학교
거제상문고등학교(巨濟上文高等學校)는 대한민국 경상남도 거제시 문동동에 있는 공립 고등학교이다.

## 학교 연혁
- 2012년 3월 : 기공식
- 2013년 3월 : 개교
- 2013년 3월 : 제1대 조경철 교장 취임
- 2013년 3월 : 제1회 입학식 13학급 472명
- 2016년 2월 : 제1회 졸업식 440명
- 2023년 2월 : 제8회 졸업식 11학급 336명(졸업생 누계 3,113명)
- 2023년 3월 : 제11회 입학식 14학급 390명
- 2023년 3월 : 제7대 이성희 교장 취임

## 참고 자료
- 거제상문고등학교 - 한국교육학술정보원 학교알리미